# Łazy Brzyńskie
Łazy Brzyńskie est une localité polonaise de la gmina de Łącko, située dans le powiat de Nowy Sącz en voïvodie de Petite-Pologne.